# Первая авеню (линия Канарси, Би-эм-ти)
|   |   |   |   |
| · | · | · | · |

|   |   |   |   |
| · | · | · | · |

«Первая авеню» (англ. First Avenue) — станция Нью-Йоркского метрополитена, расположенная на линии Канарси, Би-эм-ти. Станция находится на пересечении 14-й улицы и 1-й авеню в Манхэттене. На станции останавливается маршрут L (круглосуточно). Эта станция — самая восточная во всём Манхэттене, следующая станция линии располагается уже в Бруклине.
Станция была открыта 21 сентября 1924 года в составе первой очереди линии. Несмотря на то что все станции южнее Broadway Junction были открыты ещё в 1906 году, тогда они не входили в состав этой линии, поэтому считается, что очередь 1924 года является первой.
Станция представлена двумя боковыми платформами. Платформы оформлены стандартным образом: стены отделаны плиткой. Под потолком есть мозаичный орнамент. Название станции также выложено мозаикой. И это единственное, чем оно представлено, так как на платформах (что не совсем обычно) отсутствуют колонны, на которых обычно также висят таблички с названием станции.
Выход с западного конца платформ представлен лестницами и мезонином, расположенным над платформами. С каждой платформы в мезонин поднимается по одной лестнице. Там расположен турникетный павильон, но таким образом, что бесплатного перехода между платформами нет. В город из мезонина поднимаются две лестницы: к восточным углам перекрёстка 14-й улицы и 1-й авеню. Выходы с восточного конца были открыты в 2019 году на платформе на Бруклин и в 2020 на платформе в сторону 8-й авеню, они расположены на западных углах 14-й улицы и авеню Эй; турникеты находятся на уровне платформы.